# 芙蓉軒麗花
芙蓉軒 麗花（ふようけん れいか、1912年9月10日 - 1999年11月25日）は女流浪曲師。本名：明石 百代。夫は京山小吾一。

## 経歴
北海道札幌の生まれ。浪曲好きの一家に育ち、姉には大和式部、広沢若菊がいる。1923年に若菊の弟子となり香菊を名乗り、翌年の1924年に京都で初舞台。姉と共に上京、大谷三蔵率いる女流浪曲団「初音会」に参加、藤原朝子（後の二代目天中軒雲月）や吉田八千代（天中軒女雲月、後の天津羽衣の母）と共に全国を巡業し人気を博した。
1940年に新興キネマ演芸部に入り、松竹の白井松次郎の命名で芙蓉軒麗花と改名、大阪道頓堀浪花座で披露公演をする。助演は落語の八代目桂文楽、講談の六代目一龍斎貞山、二代目大島伯鶴、漫才のミスワカナ・玉松一郎、あきれたぼういず。
戦後は一枚看板として一座を結成する。歌謡浪曲や文芸浪曲を得意とし、作家の大岳康子の不屈の名作「病院船」を浪曲化した。1955年に出したレコード「ろうきょく炭坑節」が大ヒット。特に一節の『テケレッツのパァ』が話題になる。一時浪曲の傍ら宮川左近ショー、タイヘイトリオ等の浪曲漫才のブームにあやかり弟子等を従えて浪曲ショウ「芙蓉軒麗花ショウ」を結成したりもした。
晩年は喫茶店を営み隠居していた。

## 弟子
- 中川加奈女（2代目港家扇蝶の娘。「麗花ショウ」で三味線を担当した。その後にも鉄砲博三郎、近江源五郎、生駒一等の伴奏を経て現在は浪曲親友協会所属で浪曲の曲師として活躍。）
- 芙蓉軒愛花（後に浪曲漫才に転向し吉本興業の劇場で活躍。）
- 芙蓉軒秀花
- 香住純子とグリーンスターズ（同じく吉本の劇場で漫才や「ロマンストリオ」称して浪曲漫才で活躍。）